# Nikola Miličić
Nikola Miličić (Kraljevo, Serbia y Montenegro, 4 de julio de 2004), más conocido deportivamente como Miličić, es un futbolista serbio que juega como defensa central en el Burgos C. F. de la Segunda División de España.

## Trayectoria
Nacido en Kraljevo, Miličić se formó en varios equipos hasta que en 2021 firmó por el Radnički 1923. Tras su primera temporada con el equipo juvenil, se incorporó al primer equipo bajo la dirección del entrenador Dejan Joksimović e hizo su debut profesional en la SuperLiga de Serbia 2022-23. Miličić disputó 33 partidos internacionales hasta su lesión en septiembre de 2023. 
El 14 de enero de 2024, firma por el Partizan de Belgrado y en su primera temporada sería cedido al FK Napredak Kruševac.
El 3 de enero de 2025, firma como jugador del Burgos C. F. de la Segunda División de España, con un contrato de dos años y medio.

## Clubes
| Club                          | País   | Años          |
| ----------------------------- | ------ | ------------- |
| FK Radnički 1923              | Serbia | 2022-2024     |
| FK Partizan                   | Serbia | 2024-2025     |
| FK Napredak Kruševac (cedido) | Serbia | 2024-2025     |
| Burgos CF                     | España | 2025-presente |